# Myrmica lobicornis
Myrmica lobicornis  (лат.) — вид мелких муравьёв рода Myrmica (подсемейство мирмицины).

## Описание
Палеарктика. Бореомонтанный вид, характерный для горных и таёжных лесов. Северная Европа. Горная часть центральной и южной Европы. Крым. Кавказ. Сибирь. Казахстан. Монголия. Мелкие муравьи длиной около 4—5 мм. Поверхность тела с грубой скульптировкой, особенно на груди и петиоле. Петиоль короткий, без передней цилиндрической части. Окраска тела варьирует от рыжевато-бурой до чёрной. Скапус самцов длинный, достигает затылочного края головы. Гнёзда в почве. Герпетобионт, зоонекрофаг.

## Охранный статус
Включены в Красную книгу Воронежской области.